# Gitte (Fluss)
Die Gitte ist ein Fluss in Frankreich, der im Département Vosges in der Region Grand Est verläuft.

## Geographie

### Verlauf
Die Gitte entspringt im Gemeindegebiet von Harol, entwässert generell in nordwestlicher Richtung und mündet nach rund 22 Kilometern im Gemeindegebiet von Velotte-et-Tatignécourt, gegenüber von Hymont, als rechter Nebenfluss in den Madon.

### Zuflüsse
- Rupt Julot (rechts), 4,4 km
- Ruisseau de Damas-et-Bettegney (le Saurupt) (links), 5,3 km
- Ruisseau de l'Atre (rechts), 2,5 km
- Ruisseau des Preys (rechts), 1,8 km
- Ruisseau de (Haut) Fays (rechts), 3,2 km
- Ruisseau de Chenimont (le Rovion) (rechts), 3,7 km
- Ruisseau le Robert (rechts), 11,2 km

### Orte am Fluss
- Dommartin-aux-Bois
- Gorhey
- Damas-et-Bettegney
- Madonne-et-Lamerey
- Dompaire
- Velotte-et-Tatignécourt
- Racécourt